# Johnnie Cochran

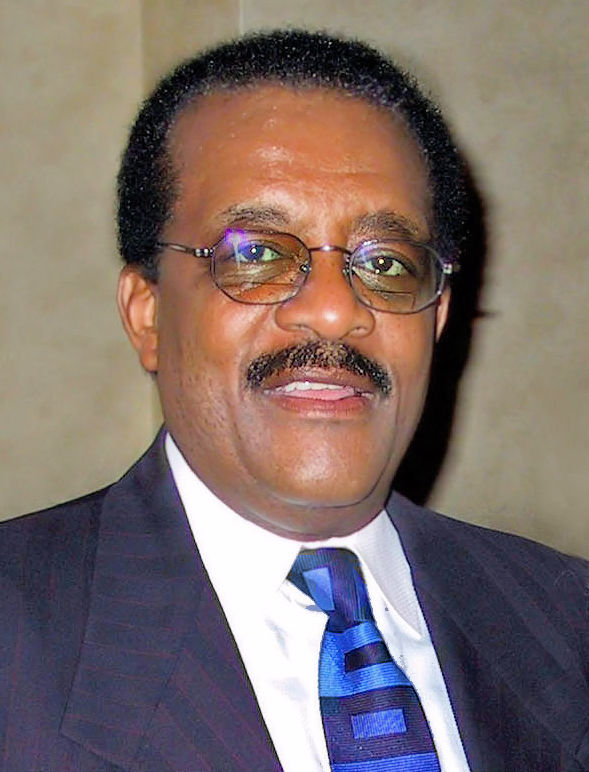
Johnnie L. Cochran (2001)

Johnnie Lee Cochran Jr. (* 2. Oktober 1937 in Shreveport, Louisiana; † 29. März 2005 in Los Angeles, Kalifornien) war ein US-amerikanischer Rechtsanwalt, der unter anderem O. J. Simpson, Tupac Shakur und Michael Jackson verteidigte.

## Leben
Johnnie Lee Cochran war Sohn eines Versicherungsvertreters aus Shreveport, Louisiana. Die Familie zog 1949 nach Los Angeles, wo Cochran 1955 seinen High-School-Abschluss machte. Anschließend besuchte er die University of California, an der er 1959 mit Summa cum laude den Grad eines Bachelor in Betriebswirtschaftslehre (Business Administration) erlangte. Nach eigenen Angaben waren Thurgood Marshall und sein Erfolg im Gerichtsverfahren Brown v. Board of Education seine  Inspiration, Rechtswissenschaft zu studieren. Cochran schrieb sich an der Law School der Loyola Marymount University ein, die er 1962 mit der Graduierung mit Summa cum laude zum Juris Doctor erfolgreich abschloss.
Nachdem Cochran 1963 seine Rechtsanwalts-Zulassung erhalten hatte, arbeitete er zunächst als stellvertretender Bezirksstaatsanwalt (Deputy District Attorney) für das Los Angeles County und wirkte beim Prozess gegen Lenny Bruce mit. Zwei Jahre später trat er aus dem Staatsdienst aus und eröffnete mit Cochran, Atkins & Evans seine erste Anwaltskanzlei. Cochran machte sich allmählich einen Namen als Bürgerrechtsanwalt, indem er regelmäßig Opfer rassistisch motivierter Polizeigewalt vor Gericht vertrat und stellte bis Ende der 1970er Jahre eine wichtige Persönlichkeit in der afroamerikanischen Gemeinde dar. Von 1978 bis 1983 übernahm er mit der Leitung des Los Angeles County District Attorney's Office die Anklagebehörde des Los Angeles County und kehrte in den Staatsdienst zurück. Anschließend arbeitete Cochran wieder als Rechtsanwalt und erfand sich als best in the west neu. Er gründete die Kanzlei The Cochran Firm, die sich zu einer der angesehensten des Landes entwickelte und mittlerweile Niederlassungen in neunzehn US-Bundesstaaten aufweist. Cochrans ausgefeilte Rhetorik und sein extravagantes Auftreten vor Gericht wurden als theatralisch beschrieben, verfehlten jedoch selten ihre Wirkung. Er setzte seine Tätigkeit als Anwalt für Minderheiten in Fällen unrechtmäßiger Polizeigewalt erfolgreich fort und übernahm die Strafverteidigung Prominenter wie Todd Bridges, Tupac Shakur, Marion Jones, Michael Jackson (1993) und P. Diddy (1999). Weltweite Bekanntheit erlangte er 1995 als Hauptverteidiger im Prozess gegen O. J. Simpson, der wegen Doppelmordes an seiner Ex-Frau Nicole Brown Simpson und ihrem Bekannten Ronald Goldman angeklagt wurde. Von Cochran stammt der Ausspruch: „If it doesn’t fit, you must acquit“ (Engl.; „Wenn er (der Handschuh) nicht passt, müsst ihr [ihn (Simpson)] freisprechen“). Der Reim ist ein Beispiel für den Rhyme-as-reason-Effekt. Der  Strafprozess erregte medial große Aufmerksamkeit und endete mit Simpsons Freispruch.
Cochran war ein Star und hatte Gastauftritte in Allein unter Nachbarn, Alle unter einem Dach, The Howard Stern Show, Arli$$, CHiPs, It’s Showtime, JAG und Showtime. In der Serie Seinfeld taucht mehrfach der vom Schauspieler Phil Morris gespielte Anwalt Jackie Chiles auf, der eine Parodie Cochrans darstellt. In der Filmparodie High School High wird ein für ihn reservierter Parkplatz gezeigt, als Beleg dafür, wie hart es an der betroffenen Schule zugeht. In der ersten Staffel der Dokudramaserie American Crime Story von 2016 namens The People v. O. J. Simpson, die sich ausführlich mit Cochrans Verteidigungsstrategie beschäftigt, wurde er von Courtney B. Vance verkörpert, der für seine Darstellung einen Emmy erhielt.
Cochran starb 2005 im Alter von 67 Jahren an einem inoperablen Hirntumor. NBC bezeichnet ihn in einem Nachruf als Defense Superstar ([Straf]Verteidiger-Superstar). In Los Angeles wurden die Johnnie L. Cochran Jr. Middle School (ehemals Mt. Vernon Jr. High) und das Johnnie L. Cochran Jr. Brain Tumor Center innerhalb des Cedars-Sinai Medical Centers nach ihm benannt.